# Saint-Étienne-de-Cuines
Saint-Étienne-de-Cuines é uma comuna francesa na região administrativa de Auvérnia-Ródano-Alpes, no departamento de Saboia. Estende-se por uma área de 20,5 km², com 1 208 habitantes, segundo os censos de 1999, com uma densidade de 58 hab/km².